# 1407 Lindelöf
Lindelöf (asteróide 1407) é um asteróide da cintura principal com um diâmetro de 20,98 quilómetros, a 1,9822275 UA. Possui uma excentricidade de 0,2824012 e um período orbital de 1 676,88 dias (4,59 anos).
Lindelöf tem uma velocidade orbital média de 17,92077797 km/s e uma inclinação de 5,81118º.
Esse asteróide foi descoberto em 21 de Novembro de 1936 por Yrjö Väisälä.